# Antimelatoma
Antimelatoma is een geslacht van weekdieren uit de klasse van de Gastropoda (slakken).

## Soorten
- Antimelatoma buchanani (Hutton, 1873)
- Antimelatoma waimea Beu, 2011 †